# Concílio de Aachen
Concílio de Aachen se refere a diversos concílios regionais da Igreja Católica realizados durante a Idade Média na cidade de Aachen (então parte do Reino Franco e atualmente na Alemanha).

## Concílios
No confuso concílio de 798, Carlos Magno proclamou um capitulário de oitenta e um capítulos, a maioria repetição de legislação eclesiástica anterior, que foi aceito pelo clero e adquiriu autoridade canônica. No concílio de 799, após uma discussão de seis dias, Félix, o bispo de Urgell, na Espanha, se considerou vencido por Alcuíno e abjurou a sua teoria adocionista.
No concílio realizado em 809, a Igreja dos Francos adotou adição da cláusula Filioque ao Credo niceno-constantinopolitano (o que viria depois a contribuir para o Grande Cisma do Oriente), mesmo tendo o papa Leão III se recusado a reconhecê-lo como válido (e a Santa Sé não aceitaria esta adição até 1014).
Nos sínodos de 816, 817, 818 e 819, a disciplina clerical e monástica foi o principal assunto e a Regula Aquensis se tornou obrigatória em todos cânones, enquanto que uma nova revisão da Regra de São Bento foi imposta aos monges da Ordem de São Bento por Bento de Aniane. O sínodo de 836 teve grande comparecimento e se dedicou à restauração da disciplina eclesiástica que havia sido afetada pelas guerras civis entre Luís, o Piedoso, e seus filhos.
Entre 860 e 862, três concílios se ocuparam da questão do divórcio do rei Lotário I de sua esposa, Teuteberga.
Em 1166, um concílio cismático aprovado pelo antipapa Pascoal III decretou a canonização de Carlos Magno, o que foi solenemente declarado em 29 de dezembro do mesmo ano.